# Contra-compositie VIII
Contra-compositie VIII is een schilderij van de Nederlandse schilder Theo van Doesburg in het Art Institute of Chicago.

## Het werk

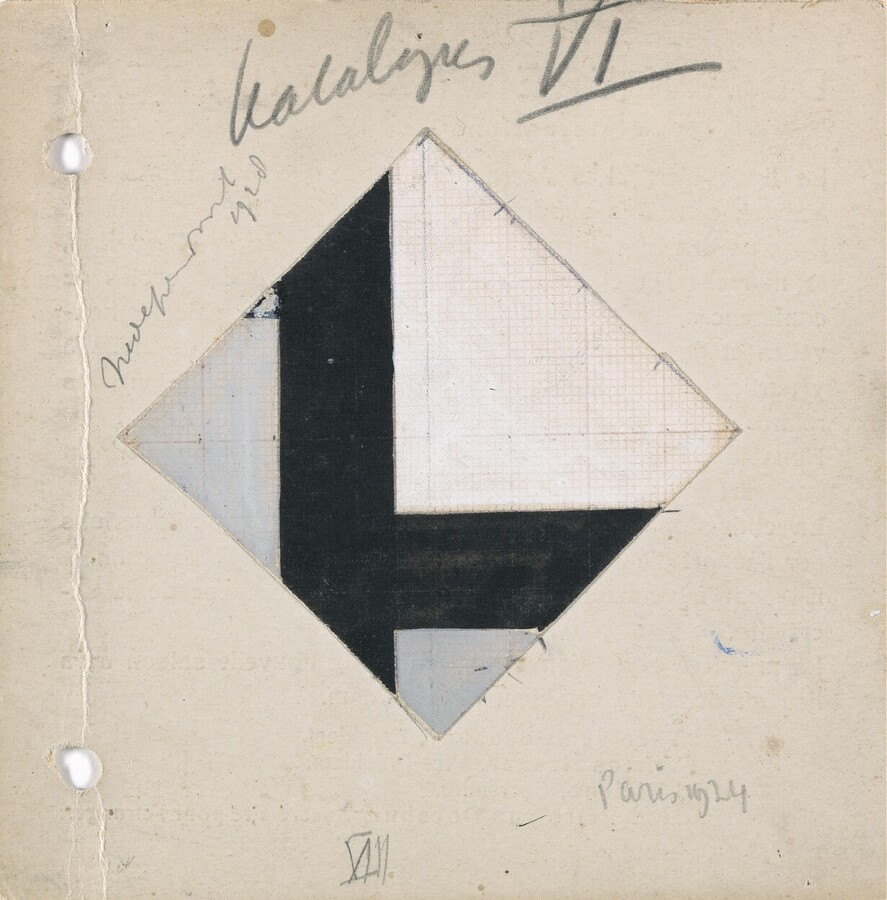
Theo van Doesburg. Studie voor Contra-compositie VIII. 1924. Potlood en gouache op papier bevestigd op karton. 11,5 × 12 cm. Otterlo, Kröller-Müller Museum.

Contra-compositie VIII is het zesde schilderij in de serie contra-composities, waarmee Van Doesburg in 1924 begon. Het heette aanvankelijk dan ook Contre-compositie VI. De huidige titel is gebaseerd op het boekje Unique studies for Compositions, waarin Van Doesburg alle voorstudies van zijn contra-composities opnam, en waar het voorkomt als achtste. Het is aan de achterzijde in sjabloonletters gesigneerd 'DOESBURG' en gedateerd '1924'. Het ontstond ergens na 24 juli 1924, toen Van Doesburg zijn eerste contra-compositie voltooid had, en voor 27 augustus 1925, toen hij het werk noemde in een brief aan zijn kunstvriend en De Stijl-lid, César Domela Nieuwenhuis.
Ook haalde Van Doesburg het werk aan in een artikel uit 1926, waarin hij terugblikt op zijn ontwikkeling als kunstenaar en waarin hij schreef: 'Met de wit-zwart-grijs-kompositie [...], sloot ik in 1924 de periode der, thans, m.i. kassiek-abstracte, Kompositie, af'. Dit is opmerkelijk, want Van Doesburg had in 1924 zeker vijf werken in zijn nieuw ontwikkelde stijl, de contra-compositie, voltooid. De term contra-compositie moet Van Doesburg dus later bedacht hebben en met terugwerkende kracht op een aantal van zijn werken hebben betrokken. Bovendien zijn de eerste zes contra-composities orthogonaal van opbouw, als bedacht wordt dat Contra-compositie V oorspronkelijk als ruit is bedoeld. In zijn brief aan Domela Nieuwenhuis schrijft Van Doesburg dat zich uit Contra-compositie VIII 'een geheel nieuwe en op zich zelf staande uitdrukkingsvorm' heeft ontwikkeld. Hiermee bedoelt hij de groep schilderijen, waarvan het werk Contra-compositie VI het eerste is, waarin Van Doesburg voor het eerst sinds de oprichting van De Stijl bewust diagonale lijnen toepast.

## Herkomst
Het werk werd omstreeks 1949 door de Amerikaanse kunstverzamelaar Peggy Guggenheim gekocht van Van Doesburgs weduwe, Nelly van Doesburg. Guggenheim schonk het in 1949 aan het Art Institute of Chicago.

## Tentoonstellingen
Contra-compositie VIII maakte deel uit van de volgende tentoonstellingen:
- ESAC. Expositions sélectes d'art contemporain, 2 oktober-eind november 1929, Stedelijk Museum, Amsterdam (als composition en blanc, noir et gris).
- ESAC. Expositions sélectes d'art contemporain, 10 december 1929-5 januari 1930, Pulchri Studio, Den Haag.
- &#145;1940&#146;. Deuxième exposition Rétrospective Van Doesburg, 15 januari-1 februari 1932, Porte de Versailles Parc des Expositions, Parijs.
- Société des Artistes Indédendants. 46e exposition, 18 januari-3 maart, Grand Palais des Champs-Élysées, Parijs.
- Theo van Doesburg, 2-31 mei 1936, Stedelijk Museum, Amsterdam.
- Salon des Réalistes Nouvelles, Renaissance plastique. 1re exposition (2me série). Oeuvres des artistes étrangers, 30 juni-15 juli, Galerie Charpentier, Parijs.
- Theo van Doesburg. Retrospective exhibition, 29 april-31 mei 1947, Art of this Century Gallery, New York.
- Walt Kuhn, Lyonel Feininger and Theo van Doesburg, juni-15 juli, County Museum of Art, Los Angeles (?).
- Theo van Doesburg, 29 juli-24 augustus, San Francisco Museum of Modern Art, San Francisco (?).
- Theo van Doesburg, september 1947, Henry Art Gallery, Seattle (?).
- Theo van Doesburg. Paintings, drawings, photographs and architectural drawings, 15 oktober-8 november, The Renaissance Society of the University of Chicago, Chicago.
- Theo van Doesburg, 20 november-12 december, Cincinnati Art Museum, Cincinnati (?).
- Exhibition Van Doesburg, 5-23 januari, Robinson Hall, Harvard University, Cambridge, Massachusetts.
- Theo van Doesburg, 13 december 1968-26 januari 1969, Van Abbemuseum, Eindhoven.
- Theo van Doesburg, 17 februari-23 maart 1969, Gemeentemuseum Den Haag.

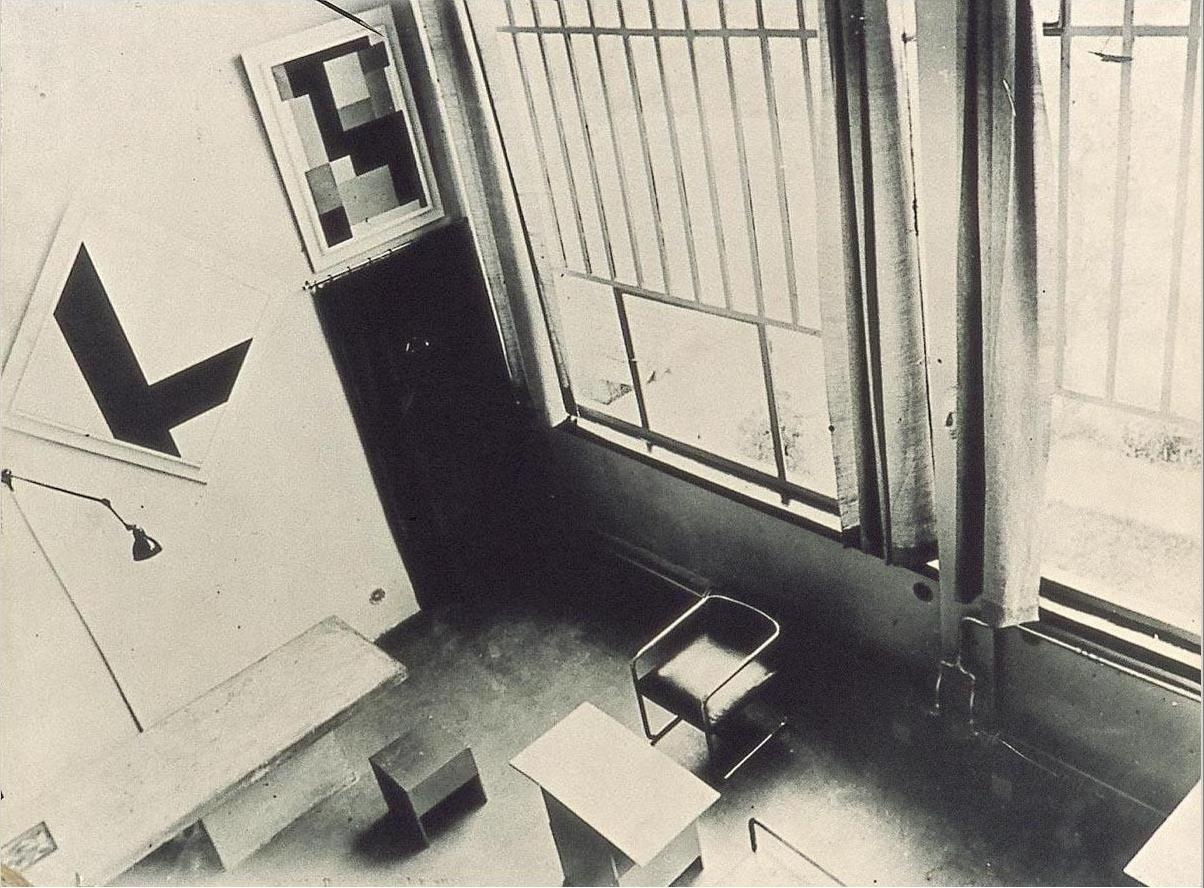
Atelierwoning Van Doesburg, Meudon, met geheel links Contra-compositie VIII. Ca. 1930. Foto. Instituut Collectie Nederland.

- Theo van Doesburg 1883-1931, 18 april-1 juni 1969, Kunsthalle Neurenberg, Marientor.
- Konstruktive Kunst, 9 augustus-7 september 1969, Kunsthalle Bazel.
- Aspects historiques du constructivisme et de l'art concret, 3 juni-28 augustus 1977, Musée d'Art Moderne de la Ville de Paris, Parijs.
- De Stijl, 1917-1931. Visions of Utopia, 31 januari-28 maart 1982, Walker Art Center, Minneapolis.
- De Stijl, 1917-1931. Visions of Utopia, 20 april-27 juni 1982, The Hirshhorn Museum and Sculpture Garden, Smithsonian Institution, Washington.
- Das XX. Jahrhundert. Ein Jahrhundert Kunst in Deutschland, 4 september 1999-9 januari 2000, Neue Nationalgalerie, Berlijn.